# Paullinia alsmithii
Paullinia alsmithii är en kinesträdsväxtart som beskrevs av Macbride. Paullinia alsmithii ingår i släktet Paullinia och familjen kinesträdsväxter. Inga underarter finns listade i Catalogue of Life.